# Oreoptygonotus mongolicus
Oreoptygonotus mongolicus är en insektsart som beskrevs av Steinmann 1970. Oreoptygonotus mongolicus ingår i släktet Oreoptygonotus och familjen gräshoppor. Inga underarter finns listade i Catalogue of Life.